# María Malibrán
María Felicia García Sitches, conocida artísticamente como María Malibrán (París, 24 de marzo de 1808 - Mánchester, 23 de septiembre de 1836) fue una cantante de ópera española (nacionalizada más tarde como francesa). Era hija del tenor, maestro de bel canto y compositor español Manuel del Pópulo Vicente García y de la soprano Joaquina Briones, y hermana de la cantante Pauline Viardot-García y del influyente maestro de canto Manuel Patricio Rodríguez García.
Cuando Rossini fue interrogado por quiénes habían sido los más grandes cantantes que había conocido, respondió:

Muchos cantantes de mi tiempo fueron grandes artistas pero hubo solo tres genios: Lablache, Rubini y esa niña tan mimada por la naturaleza, María Malibrán.

## Biografía

### Orígenes
María Felicia García Sitches (nombre de pila: Joaquina Felicia Sitches) fue la segunda hija de Manuel García y Joaquina Briones. Su padre era un conocido tenor que, ya antes de los treinta años, era considerado la estrella máxima de París, título que se vio ratificado cuando Rossini escribió para él el rol de Almaviva en El barbero de Sevilla. Su madre era también cantante y logró gran fama en España.
Sus dos hermanos fueron también cantantes: Manuel Vicente García, nacido en Madrid en 1805 fue un famoso barítono y además uno de los mejores profesores de canto de su tiempo y su hermana menor Pauline García-Viardot, conocida como «La Viardot» fue otra gran diva de la ópera y una de las mujeres más influyentes en la cultura europea de su tiempo.
La Malibrán llegó al mundo mientras su padre triunfaba en París en 1808, tras huir de su nativa España por entonces ocupada por Napoleón. Sin embargo ya en 1811 la familia debió huir nuevamente esta vez a Nápoles en donde trabaron estrecha amistad con Rossini, quien escribió su papel del Conde de Almaviva para Manuel García. Por aquel entonces la familia García-Sitches funcionaba como una verdadera compañía ambulante, y con seis años María pudo pisar el escenario por primera vez en la obra Agnese de Ferdinando Paër cantando un rol menor al lado de su padre y de su madre; se dice que a mitad de un aria estando madre e hija sobre el escenario, Joaquina perdió el hilo de la música a lo que su hija comenzó a cantar ella misma el aria, recibiendo los aplausos del público.
Tras su auspicioso debut María se vio inmersa en la música y comenzó a tomar lecciones. El primer y único maestro de la Malibrán fue su padre, un cantante brillante y a la vez tiránico y exigente. Se dice que a punta de golpes e insultos pudo darle a María una técnica vocal perfecta. En 1815 y tras la derrota de Waterloo, la guerra y las enfermedades llegaron hasta Nápoles y los García-Sitches debieron huir nuevamente con rumbo a París y luego a Londres. En ese momento Manuel García decidió poner a su hija a salvo de los problemas políticos y de la vida del teatro y la internó en el colegio-convento de Hammersmith, cercano a Londres. De allí salió a los dieciséis años, ya formada con cinco idiomas aprendidos.
Vuelta a la tutela paterna, su padre se sumergió en la tarea de adiestrar el joven instrumento vocal de la cantante. Se dice que las lecciones se convirtieron en una batalla constante de dos caracteres extremadamente fuertes. Como también se dice que el padre exigía tanto a su hija que la cantante aprendió a cantar mientras lloraba sin que el llanto afectara a su voz, truco que utilizaría después para impactar a su público.

### Debut profesional
Ya a los diecisiete años, María García tendría su segundo debut, esta vez en el papel protagonista de Rosina en El barbero de Sevilla de Rossini el 5 de junio de 1825 en el Royal Theatre de Londres, propuesta por su padre como reemplazante de la enferma Giuditta Pasta, una leyenda de su tiempo.
El crítico del Times Henry Chorley describió así su debut:
"Desde la primera hora en que María García apareció en el escenario, fue evidente que había nacido una nueva artista, tan original como extraordinaria. Una bellamente adornada por la naturaleza, no solamente por atributos físicos sino también con ese genio inventivo y enérgico delante del cual los obstáculos son nada y por la ayuda del cual las contradicciones más notorias logran reconciliarse".
A su debut como Rosina le siguió una actuación como Palmide en Il Crociato en Egitto de Meyerbeer al lado del castrato Giovanni Battista Velluti que se convirtió en una verdadera batalla vocal entre dos fenómenos vocales. Tras este auspicioso debut María García consiguió un contrato por las siguientes seis semanas. Apareció también en los festivales de Mánchester,  York y Liverpool donde cantó en "El Mesías" de Handel y "La Creación" de Haydn.
No obstante el futuro que se le presentaba, el olfato financiero de su padre la llevó a otros horizontes. A finales de 1825 la familia completa zarpó con rumbo a Nueva York. En la ciudad norteamericana, la familia se convirtió en el foco cultural de su época, pues fueron los primeros en representar ópera en los Estados Unidos. 
Especializada en Rossini, debutó el 29 de noviembre de 1825 como Rosina en El barbero de Sevilla, a la que rápidamente siguieron el papel titular en "Tancredi", Desdémona en Otello (que aprendió en seis días), Fiorilla en El turco en Italia, Angelina en La Cenerentola, Donna Elvira en Don Giovanni de Mozart y dos obras compuestas por su padre: L'amante astuto y La Figlia dell'aria. El debut de la joven cantante tomó a Nueva York por asalto y el público norteamericano no acostumbrado a la ópera quedó embrujado por el talento y la belleza de María García. El público estadounidense la convirtió en la primera estrella de la ópera en el nuevo continente y la apodaron cariñosamente «La Signorina».

### María García se convierte en "la Malibrán"

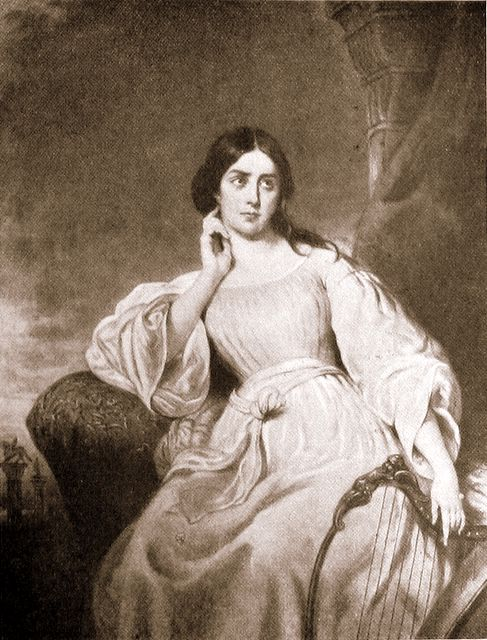
María Malibrán

Por un capricho del destino sería usando el apellido de su marido que María alcanzaría la fama mundial y se convertiría en el icono del romanticismo. Tanto en el viaje en barco como en las presentaciones teatrales, María García se ganó admiradores. La joven ya cansada del control paterno y de sus malos tratos fijó sus ojos en Eugene Malibran, un banquero francés de cuarenta y tres años.
Son muchas las teorías que se tejen alrededor del matrimonio con Malibran, para algunos fue un muy buen negocio del padre que recibió una suma de 100 000 francos por parte del banquero como compensación por el matrimonio. Para otros fue la válvula de escape que encontró la Malibrán para alejarse del control paterno y según otros Manuel García se opuso férreamente al matrimonio por diferentes razones, tanto de preocupación de padre como también económica.
La anécdota cuenta que las relaciones entre padre e hija se volvieron muy tensas y en una representación del Otello rossiniano en Nueva York, Manuel García-Otelo amenazó con una daga no de utilería sino muy filosa y real a Desdémona-María de manera tan brutal y convincente que la joven cantante exclamó en español «Papá, papá, ¡Por el amor de Dios, no me mates!». El público desconociendo el idioma de la angustiosa exclamación en español de María supuso que era una fina expresión dramática del italiano y estalló en aplausos.
El hecho es que María García se convirtió definitivamente en María Malibrán el 23 de marzo de 1826. Pero a las pocas semanas se descubrió que Eugene estaba lejos de ser el acaudalado millonario que pretendía ser y tras varios pleitos judiciales y deudas impagadas se declaró en bancarrota. A pesar de todo María decidió quedarse al lado de su marido, defenderlo y ayudarle en su situación judicial mediante el pago de sus actuaciones en el teatro.
El resto de la familia García-Sitches partió hacia México dejando a María en Nueva York en una posición que estaba lejos de ser el sueño de liberación paterna que buscaba la cantante. Cinco meses manteniendo a su marido soportó el espíritu en ebullición de la Malibrán, hasta que harta de la situación pidió el divorcio que Eugene se negó rotundamente a entregarle. La Malibrán sin nada más que hacer en América partió de vuelta a Europa, esta vez a París: el centro mundial de la ópera.´

### El debut triunfal en París

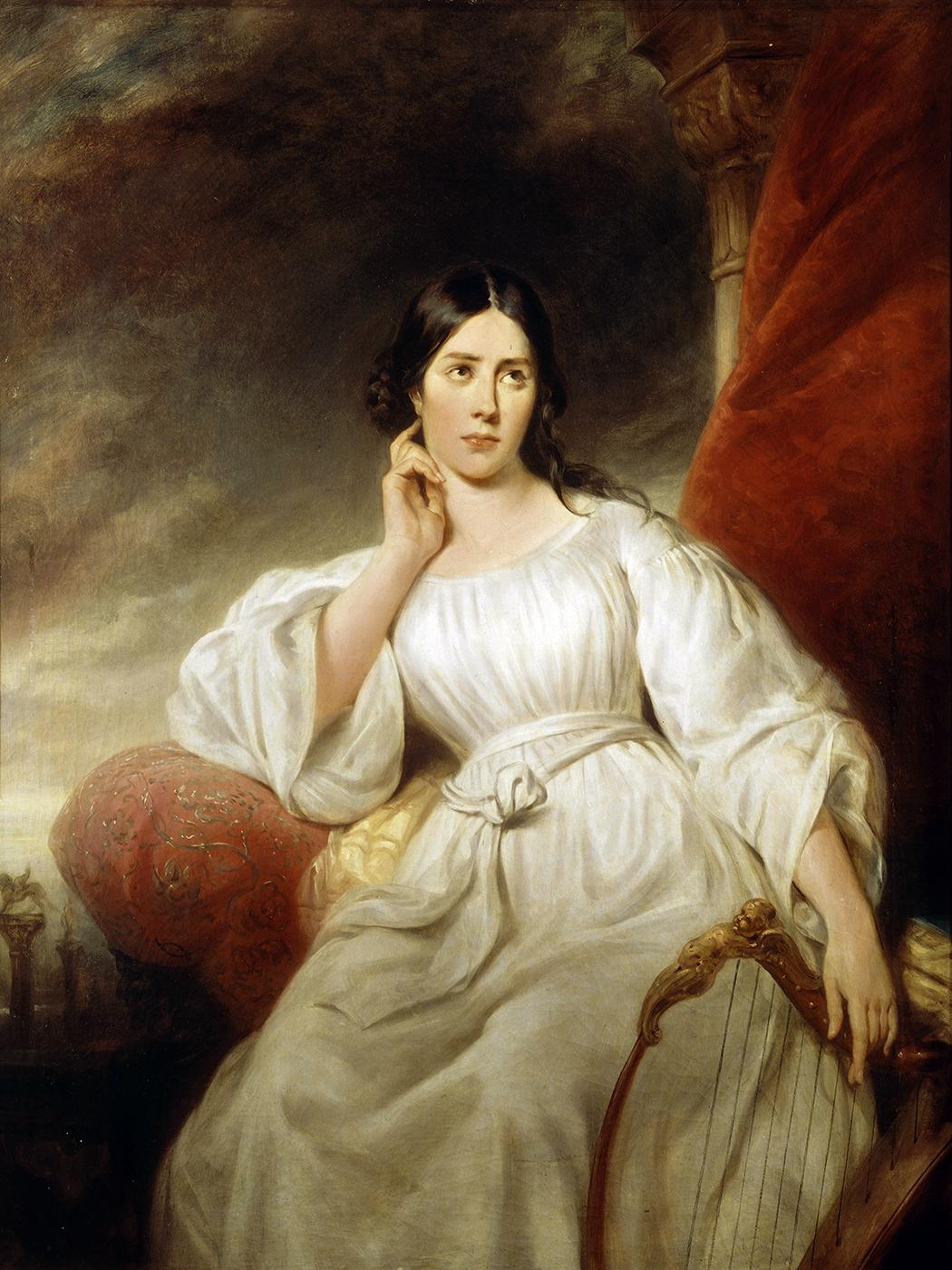
Retratada por Henri Decaisne.

En 1828 a su llegada a la capital francesa produjo de inmediato el vivo interés de la aristócrata cubana María de las Mercedes Santa Cruz y Montalvo, condesa de Merlin, que ayudó mucho a promocionarla dentro de los círculos intelectuales y sin duda ayudó a su debut en la ópera.
La Malibrán debutó en La Ópera de París como Semiramide de Rossini en el transcurso de una gala a beneficio de Monsieur Galli. A pesar del nerviosismo de la cantante que se medía a una audiencia que ya tenía por favoritas a verdaderas leyendas de la época como Giuditta Pasta, Rosmunda Pisaroni o Henriette Sontag, su talento vocal y originalidad en la actuación la puso desde un primer momento en un lugar aparte en el competitivo mundo parisino de las prima donna. El triunfo en París fue clamoroso y con este la Malibrán pudo imponer sus propios términos prefiriendo al Théâtre-Italien a la Ópera de París. Su abultado contrato estipulaba un pago de 8000 francos por noche, cifra que ya la ponía por encima de sus competidoras.

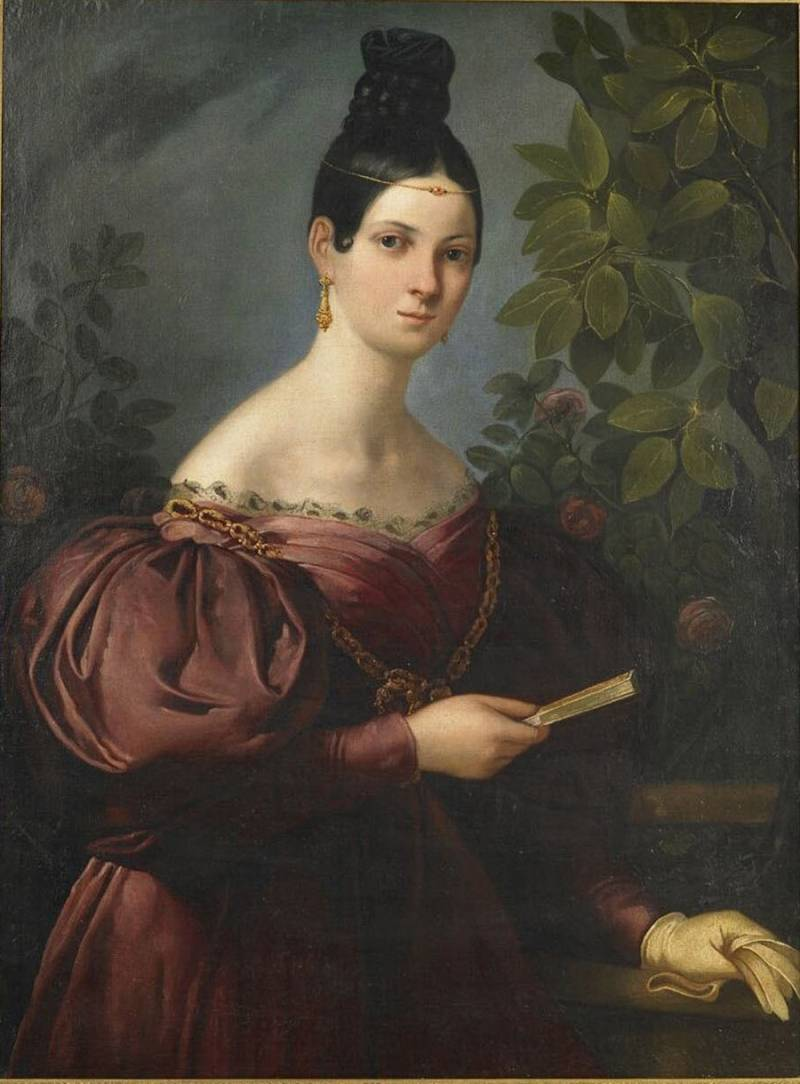
María Malibrán.

En voz, genio y carácter la Malibrán no tenía posible competencia en París. Su voz que al inicio de sus estudios no mostrara cualidades de primer orden se había extendido hacia los extremos del registro gracias al férreo estudio con su padre y en gran medida a la disciplina casi militar a que la Malibrán sometía a su órgano vocal. Para ese entonces la voz era extensísima, así lo demuestran las partituras escritas expresamente para ella. No tenía problemas en producir un profundo Mi de contralto (bajo el Do escrito por debajo del pentagrama) y en rápida ascensión llegar a la cima del Do más agudo de soprano. A su talento vocal se sumaba su nata y cultivada musicalidad que le permitía interpolar las más audaces y difíciles ornamentaciones según fuese su voluntad. Por otro lado su talento dramático deslumbraba a críticos y audiencias. Cada heroína que interpretaba era absolutamente única, ya fuese en la comedia o en el drama.
Su naturaleza única le permitía ser apasionada y genial como Semiramide, o profundamente melancólica como Desdémona en el Otello de Rossini; alegre, pícara y grácil como Rosina, podía arrancar lágrimas como Ninetta de La gazza ladra. Así se hacía imposible imitarla, ya sea por el genio de su canto o por la vivacidad y flexibilidad de su actuación.
En París rápidamente se hizo de los mejores y más disímiles papeles del repertorio. Podía pasar del soprano puro de Semiramide o Desdémona al contralto de Angelina en La Cenerentola, Romeo en Capuletos y Montescos de Bellini o Rosina en El barbero de Sevilla. Un crítico francés de la época describía así a la cantante: «Sus pasajes fueron sobresalientes no solamente por la extensión, rapidez y dificultad, sino también por estar invariablemente marcados por el más intenso sentimiento y expresión. Su alma aparecía en todo lo que hacía».
A pesar de su triunfo, el enfrentamiento con Henriette Sontag fue inevitable desde un comienzo y si bien la Malibrán poseía claras ventajas sobre la soprano, tanto público como críticos se dividieron en opiniones. Cuenta la anécdota que a la Malibrán le desesperaba la hermosura de la voz más convencional y menos extensa de la Sontag, tanto que entre lágrimas se preguntaba «¿Por qué tiene que cantar tan bien?». La rivalidad entre ambas terminó una noche en que se presentaban en Semiramide de Rossini, tras finalizar el dúo Alle più care immagini ambas cantantes se abrazaron fraternalmente extasiadas la una de la otra por la manera suprema de cantar y ornamentar. Gracias a esta amistad el público parisino pudo disfrutar de ambas cantantes combinadas en la misma ópera, así ambas se lucieron en Tancredi donde la Sontag brindaba una insuperable Amenaide, Don Giovanni donde la Malibrán cantaba la parte de Zerlina, un rol secundario al que sabía insuflarle el carácter de uno principal y en la citada Semiramide de Rossini en donde la Malibrán cantaba la parte de Arsace.

### La reina de Europa

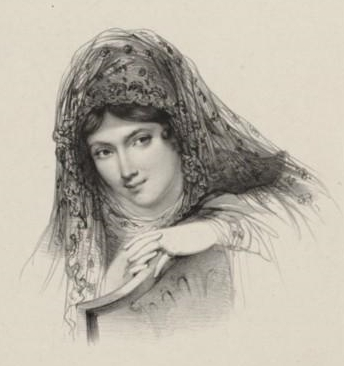
Retrato de Malibrán.

El éxito en París no fue solamente como cantante. La Malibrán se convirtió en el símbolo de una nueva generación de artistas románticos y juventud progresista. A su situación de mujer separada y autosuficiente se sumaba su calidad como artista que reunía una figura bellísima, morena y símbolo absoluto de lo hispánico, una cantante extraordinaria con una música consumada y además un talento dramático fuera de lo común en las cantantes de la época. En resumen se convirtió en el símbolo máximo del romanticismo.
En la capital francesa trabó inmediata amistad con la comunidad de artistas que vivían por ese entonces en la ciudad. Aparte de Rossini que la adoraba no solo porque veía en ella una gran artista sino también porque a través de ella él mismo se hacía más grande. Frédéric Chopin, George Sand, Félix Mendelssohn, Franz Liszt y más tarde Gaetano Donizetti y Vincenzo Bellini se encontraban entre sus más fervientes admiradores.
Gioacchino Rossini, embrujado por el arte y la belleza de la joven cantante por esta misma época dijo de ella: «¡Ah! esa criatura maravillosa! con su desconcertante genio musical ha sobrepasado sus propias posibilidades, y con su inteligencia superior, su sabiduría y su temperamento de fiereza ha desbancado a todas las mujeres». El compositor y pianista Frédéric Chopin la admiraba profundamente y por esta época llegó a decir de ella «Es la reina de Europa».

### Rentrée en Londres
Apareció nuevamente en Londres el 21 de marzo de 1829 como Desdémona en Otello de Rossini. Repitiendo el triunfo obtenido en París. A su primera actuación siguieron Ninetta en La gazza ladra, Rosina en Il barbiere di Siviglia y Semiramide ocasión en la que tuvo a su lado al Arsace de Rosmunda Pisaroni, según muchos la única cantante que se le podía acercar en perfección vocal. En esa misma temporada actuó por primera vez al lado del bajo Luigi Lablache durante una representación del Il matrimonio segreto de Cimarosa. Entre ambos cantantes nació desde el primer momento una sincera amistad unida a una mutua admiración. 
En suelo británico tomó parte además del primer Festival de Música Antigua cantando partes de los oratorios de Händel. Canto también en la catedral de Gloucester y en el Festival de Chester. En Londres cantó en una representación a beneficio del Covent Garden que por ese entonces enfrentaba una grave crisis financiera que lo tenía al borde de la bancarrota. Apareció en esa ocasión como Susanna en Las bodas de Fígaro de Mozart. En junio de 1829 ya estaba de vuelta en París en donde repitió sus ya acostumbrados triunfos esta vez acompañando a la Sontag en Tancredi y como Ninetta en La gazza ladra. En esa misma temporada ocurrió el reencuentro con su padre que había vuelto desde América con problemas financieros. En el Theatre Italien Manuel García enfrentó su último compromiso como Almaviva en El barbero de Sevilla al lado de la chispeante Rosina de su hija.
En 1830 Henriette Sontag, su más cercana rival, se retira de los escenarios tras casarse con el conde Rossi, embajador de Cerdeña en Francia. Sin posibles competidoras la Malibrán disfrutó desde ese momento de los mejores papeles que le ofrecía el repertorio, tanto en óperas de Mozart o Cimarosa como en óperas más contemporáneas de Rossini, Donizetti o Bellini. Por esta misma época de reinado absoluto decidió integrar a su repertorio el rol del Otello rossiniano, una muestra de la maestría actoral de la cantante y una prueba de que para 1830 prácticamente cada capricho de la Malibrán debía ser cumplido.

### El romance con Bériot

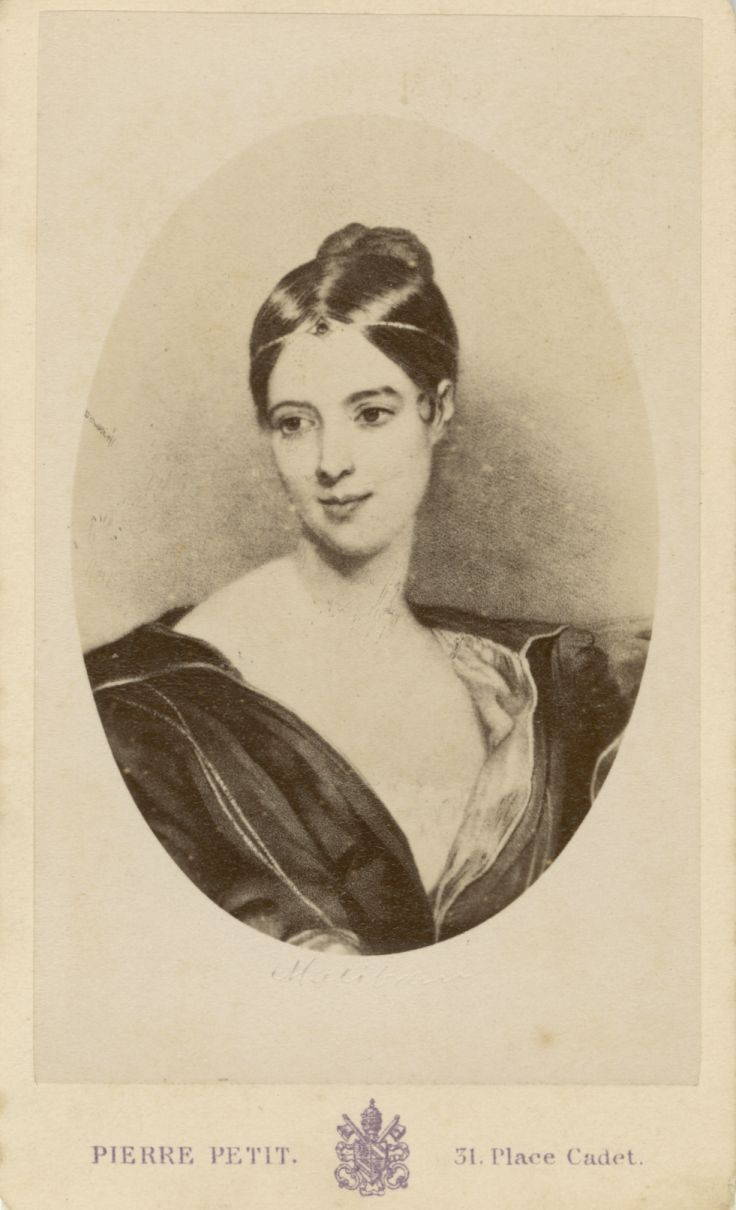
Retrato de María Malibrán.

Por esta misma época comenzó un rumoreado romance con el violinista belga Charles-Auguste de Bériot. Como si el destino la persiguiera, una vez comenzado el romance llegó inesperadamente desde América su marido Eugene Malibran, quien alegaba los derechos que poseía sobre su mujer y su patrimonio debido al matrimonio que los unía. La encolerizada prima donna se negó a verlo y a llegar a cualquier acuerdo. Decidida a usar toda su influencia se marchó con de Beriot a Bruselas, retirándose a un pequeño palacio dejando la promesa de nunca volver a cantar en París si Eugene Malibran no se marchaba de la ciudad. Todo el mundo artístico estaba interesado en resolver este embrollo llegando finalmente a un acuerdo mediante el cual la cantante no sería molestada por Eugene, a cambio del pago de una suma de dinero mensual. 
Regresó finalmente al Italien de París como Ninetta en una nueva producción de La gazza ladra que la reunía con Rubini como Gianetto. El éxito de la pareja de virtuosos fue descrita por un crítico de la época: «Pareciera que talento, sentimiento y entusiasmo no podrían llegar más lejos». Esta nueva temporada de éxitos fue cortada súbitamente por la enfermedad de la cantante que se sentía sin fuerzas y con frecuentes desmayos que la preocupaban al extremo. Dejando una carta en la que expresaba su intención de no volver a cantar hasta sentirse recuperada del todo, volvió a marcharse con de Bériot a Bruselas. Los alarmados empresarios del Italien viajaron rápidamente a Bruselas para tratar de convencerla de volver a cantar, explicándole la catástrofe económica que le provocaría al teatro su partida cuya temporada descansaba completamente en sus apariciones como artista principal. Apelando a la generosidad de la artista fue finalmente convencida de volver a París para cumplir sus compromisos de la temporada. La prensa y el público sin embargo no perdonaron el actuar de la diva y muchos se dedicaron a atacarla, tachándola de caprichosa. Además de su actuar divesco la sociedad conservadora de la época le pasó la cuenta y si bien artistas y admiradores la siguieron apoyando en su nueva posición de mujer liberada, lo cierto es que el escándalo fue muy grande. La Malibrán resentida por las críticas, decidió no volver a cantar nunca más en París. Su última aparición fue el 8 de enero de 1832 como Desdémona en el Otello de Rossini. Su última noche fue electrizante, tanto que el público le pedía a viva voz desde las galerías que no se marchara de la ciudad, tratando de compensar en parte los ataques que había sufrido la cantante anteriormente. Terminados sus compromisos la cantante partió hacia Bruselas acompañada de Bériot, huyendo de la plaga de cólera que se desataba por esa época en París. A principios de mayo de 1832 recibieron en su casa a su amigo y colega Luigi Lablache. Según cuenta la anécdota, Lablache la invitó bromeando a su viaje a Italia y la Malibrán, demostrando su carácter vehemente y decidido, se apresuró rápidamente a poner sus cosas en orden para el viaje.

### Malibrán-manía en Italia

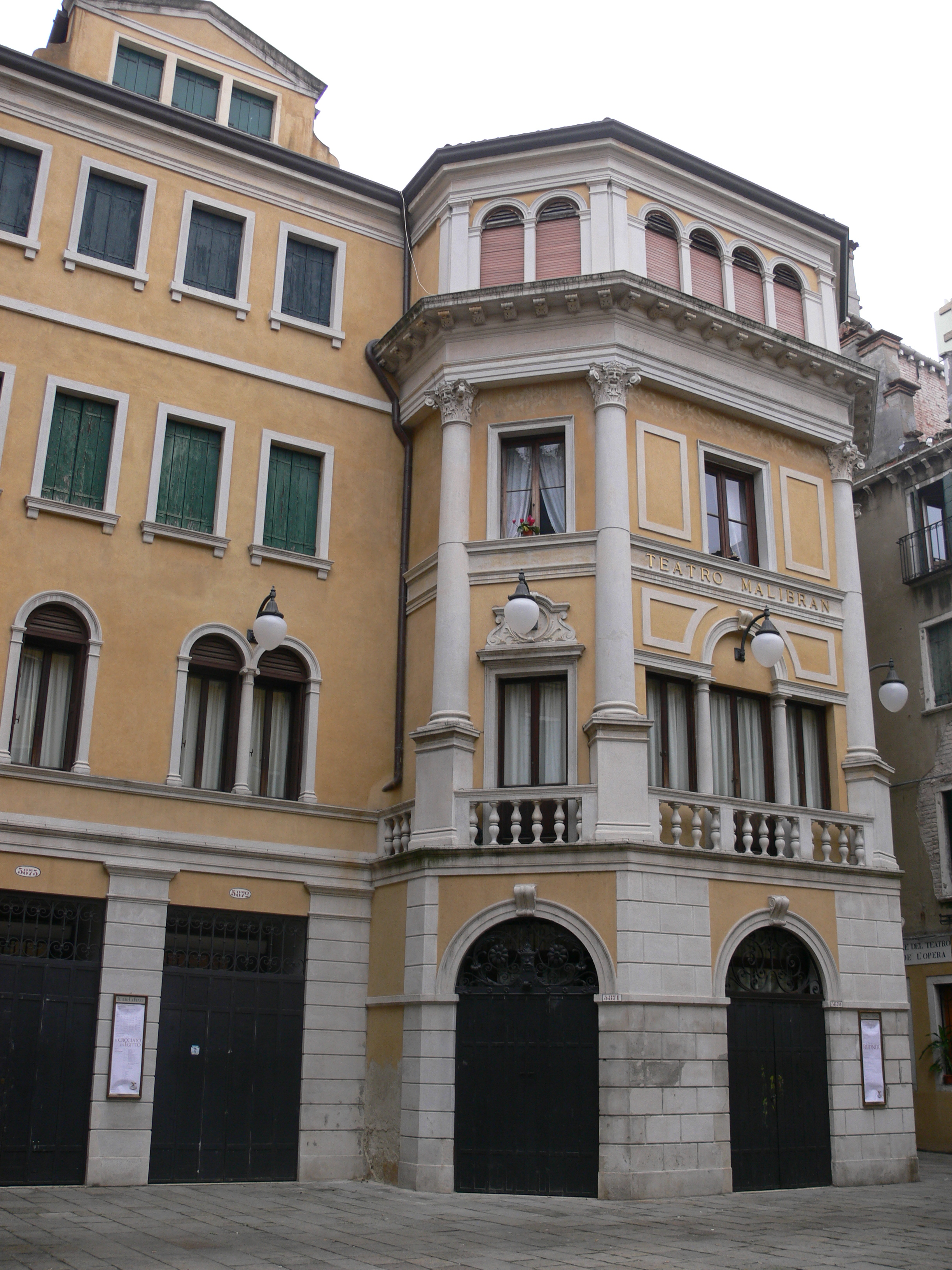
Teatro Malibrán en Venecia.

Si los franceses convirtieron a la Malibrán en la superestrella del momento, fueron los italianos quienes la envistieron del título de «Diva». En Italia no solamente fue reconocida como una artista inalcanzable sino que una verdadera manía, que en ciudades como Nápoles o Venecia o más tarde Milán rayaba en la histeria colectiva, se apoderó del público italiano. 
Llegó primeramente a Milán en donde ofreció un par de actuaciones privadas para partir rápidamente hacia el Teatro Valle de Roma en donde había sido contratada para actuar como Rosina en Il barbiere di Siviglia de Rossini en donde interpoló una canción en francés escrita por ella para la escena de la lección de canto, lo que no mermó en su caluroso recibimiento. Pasó luego a Nápoles en donde el empresario Doménico Barbaja le ofreció un jugoso contrato por 20 actuaciones a 1000 francos por noche. 
El 6 de agosto de 1832 un lleno total del teatro Fondo la esperaba para oír y ver a la superestrella francesa cantar en Nápoles. El rol elegido fue la Desdémona del Otello de Rossini. A la frialdad y crítica iniciales siguieron estruendosos aplausos que la consagraron en esa noche como la nueva diva de Italia. 
El triunfo absoluto sin embargo le sobrevino a la siguiente noche en que interpretó a Ninetta en La gazza ladra, la algarabía inicial se convirtió en una manía desbordante de gritos y flores cayendo desde lo más alto del teatro. Un corresponsal inglés describió así aquella noche: «Seis veces después de la caída del telón fue llamada Madame Malibrán a recibir los reiterados aplausos y adioses de la multitud reunida. La escena no acabó dentro de los muros del teatro pues una multitud de entusiastas acudió a la salida, y tan rápido como el carruaje salió, la siguieron entre gritos y vítores por su camino hasta el Palazzo Barbaja en donde la admirada vocalista los saludaba mientras ascendía las escaleras de su estancia». Un crítico italiano describió su arte en la siguiente manera: «La poderosa impresión que ella produce tiene su origen en su extrema sensibilidad. Es imposible impartir ya sea al aria o al recitativo una expresión más verdadera o apasionada. Es imposible concebir acción más dramática o silencio más elocuente». A finales de septiembre Malibrán y de Beriot partieron hacia Bolonia donde había sido contratada para 20 actuaciones. El impacto producido en la ciudad puede ilustrarse con una crítica de la época.

"Es medianoche. La función acaba de finalizar. Acabo de llegar a casa lleno de la impresión que María Malibrán ha producido. Nunca vi una audiencia tan entusiasta: Madame Malibrán fue llamada 24 veces al escenario. La ovación duró más de una hora durante la cual cientos de laureles e immortelles, que habían sido traídas expresamente desde Florencia, fueron arrojados en el escenario. Estos manojos fueron acompañados de pedazos de papeles en los que se escribieron sonetos y odas. En resumen, tal arrebatadora admiración nunca antes había sido manifestada en Bolonia. Los habitantes de esta ciudad, tan notables por gusto e inteligencia, rindieron los más grandes homenajes a la distinguida cantante y en la tarde subsiguiente inauguraron un busto en mármol ubicado en la entrada del teatro".

En la última función la multitud acompañó al carruaje por las calles entre saludos y vítores hasta su hotel, no contentándose con ello esperaron bajo su balcón y no se dispersaron hasta que la cantante apareció en él para agradecer las muestras de afecto.

### Encuentro con Bellini
A finales de 1832 la cantante se trasladó a París para retirarse unas semanas antes de dar a luz el hijo de De Beriot. El 12 de febrero de 1833 nació Charles-Wilfrid de Bériot, el único hijo de la pareja. El embarazo fue todo un escándalo de la época pues la cantante aún se encontraba legalmente casada con Eugene Malibran.
En la primavera de 1833 regresó a Londres esta vez al Drury Lane en donde había sido contratada para veinte funciones. La ocasión dio pie para que debutara dos grandes roles: Amina en La Sonnambula de Bellini especialmente traducida al inglés y Leonora de Fidelio de Beethoven. Ambos títulos se convirtieron en éxitos espectaculares. 
El mismo Vincenzo Bellini se encontraba en Londres para supervisar la puesta en escena de una producción con la que tenía bastantes reservas. El impacto que causó en Bellini la personificación de María fue muy grande, tanto que muchos especularon sobre un romance entre ambos artistas, cosa que ambos negaron, según muchos muy a pesar del compositor. La impresión de la Malibrán en Bellini se puede ilustrar con las propias palabras del compositor: 

…fui el primero en gritar con todas mis fuerzas: Viva! Viva! Brava! Brava! Y en aplaudir todo lo que podía.

Actuó además en los festivales de Norwich, Worcester y Liverpool. Cerca de cuatro meses duró su temporada en Inglaterra, tras los cuales partió nuevamente a Italia. En Nápoles fue contratada durante cuatro meses y pudo agregar como último título el rol principal de Norma de Bellini. En esta última ópera los talentos de la Malibrán parecieron brillar con renovado fulgor. El público la premió con una interminable ovación y no menos de veinte llamados al escenario tras el fin de la representación. Una crítica de la época lo ilustra de la siguiente manera: «Ella apareció y un fragor de aplausos saludó a la tan aclamada como suspirada celebridad musical: subió a la piedra druídica y mil miradas, mil ojos, mil binoculares se fijaron en ella: mil oídos se aguzaron para oír la voz de voces. Se hizo un silencio tan profundo que ¡pobre del desgraciado que lo hubiese interrumpido con un solo estornudo!».

### Debut en La Scala de Milán

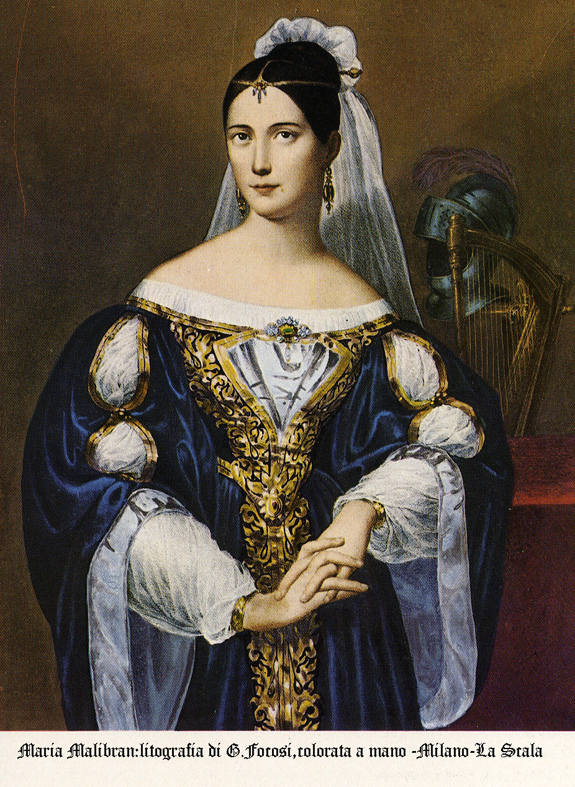
Malibrán en La Scala de Milán.

El debut en la principal sala italiana tardó varios meses en concretarse después de varias tentativas entre la directiva del teatro y la cantante. La presión popular por parte de los milaneses contra el duque de Visconti por llevar a la Malibrán a la Scala fue tal que incluso se pensó en llevarla a otro teatro milanés si La Scala tardaba más tiempo en contratarla. Con tal propósito partieron agentes de teatros rivales hacia Bolonia, sin embargo la suerte le sonrió a Visconti y pudo contratar a la Malibrán antes. El título elegido para su debut fue Norma de Bellini. Si bien la Malibrán pudo haber elegido sus ya más que exitosas versiones de Desdémona en Otello o Ninetta en La gazza ladra prefirió el título que más satisfacciones le había dado en los últimos meses en Londres y Nápoles. Tal decisión provocó la furia de los Pastitas, los incondicionales seguidores de Giuditta Pasta, la primera intérprete de Norma, que sentían una competencia directa y una provocación premeditada. La acusaron de dar pruebas de vanidad y pretensión al elegir la opera belliniana y se dedicaron a atacarla a través de la prensa. Se dice que fue este el debut más temerario de la Malibrán. La anécdota guarda su pensamiento sobre lo que significaba esa noche para su carrera en la siguiente frase:

Esta noche debo ser sublime, de lo contrario la reputación que llevó a cuestas desaparecerá en un momento.

El teatro estaba ya lleno a las 14:00 h y para la noche el público hervía de entusiasmo. Sus primeras frases (Sediziose voci, voci di guerra) produjeron tal excitación que un murmullo recorrió la sala para la frase en que descubre la traición de Pollione "Ah! Non tremare o perfido" el público estalló en un rugido ensordecedor. El triunfo fue apoteósico. No menos de treinta veces fue llamada al escenario a recibir los interminables aplausos mientras una lluvia de flores, bouquets y sonetos caía desde las galerías. Una multitud de doce mil personas la acompañó desde el teatro al Palazzo Visconti en donde la esperaron bajo el balcón para verla saludar. La reacción de Bellini, el propio compositor de la ópera, puede servir como ilustración a la hora de sopesar el triunfo de la Malibrán en La Scala como Norma. En una carta a la cantante le escribió lo siguiente:

A partir de ahora quiero escribirle de cuando en cuando, quiero que me responda, y quiero que nuestra amistad sea fraternal, llena de interés y quererle y decírnoslo, y que nuestra amistad basada en la más sincera estima pase a ser preciosa. Por lo tanto desde ahora aquello que ordene la Malibrán, Bellini lo cumplirá!

Así sin más la Malibrán le robó el público de La Scala a la Pasta. Ninguna crónica en ningún teatro del mundo recuerda un triunfo más clamoroso. Su éxito se vio confirmado por un contrato firmado con el duque Visconti por 420 000 francos por 1080 presentaciones distribuidas en cinco temporadas, que incluía transporte y alojamiento.

### Actuaciones en Italia
La presencia de la Malibrán en La Scala fue aprovechada por las ciudades vecinas como Senigallia, Bolonia, Lucca, Nápoles y Venecia. En todas ellas la cantante fue tratada con los honores de una princesa pues la cantante disfrutaba de una popularidad colosal en toda Italia. En Venecia la ciudad le donó una góndola que la transportaba al teatro en medio de multitudes de personas que se agolpaban para verla pasar mientras un grupo de músicos anunciaba su llegada con una fanfarria. En la plaza de San Marcos la cantante tuvo la idea de salir a pasear pero la multitud la acosó de tal manera que llegó a temer por su seguridad, buscando refugio en una iglesia cercana. En la ciudad de los canales la Malibrán se presentó en Otello y La Cenerentola de Rossini y en Norma de Bellini. Culminó su temporada en la ciudad con una aparición como Amina en La Sonnambula de Bellini en el curso de una representación a beneficio en el San Giovanni Crisostomo que estaba al borde de la quiebra, tal acto de beneficencia fue recompensado con el cambio de nombre del teatro en cuestión que hasta nuestros días lleva el nombre de Teatro Malibrán. 
Después de una breve temporada en Inglaterra la soprano regresó a Nápoles para el estreno de una ópera escrita especialmente para ella, se trata de Inés de Castro de Persiani. La ópera la reunía con la naciente estrella tenoril de Gilbert Duprez y el estreno ocurrió el 28 de enero de 1835. La actividad de la temporada fue interrumpida por un brote de cólera que se extendió rápidamente por toda Italia. Estando en Lucca la cantante decidió partir a pie en su camino hacia Milán para burlar los cordones sanitarios, con toda la decisión y apasionamiento que la caracterizaba viajó por toda la península escapando del contagio y las cuarentenas. Arribó a Milán a principios de septiembre para cumplir sus compromisos adquiridos. 
El 30 de diciembre de 1835 apareció como Maria Stuarda de Donizetti en La Scala en una revisión de la ópera hecha especialmente por el compositor en su intento por romper con la censura impuesta en la primera versión estrenada en Nápoles. La ópera, que se ajustaba perfectamente a las posibilidades vocales e histriónicas de la cantante, no fue un éxito apabullante como otras de sus presentaciones en el teatro milanés y a pesar del entusiasmo de la cantante, la ópera fue prohibida por la censura tras la tercera representación. 
A principios de marzo de 1836, Malibrán y de Bériot dejaron Milán y partieron hacia París en donde pudieron contraer matrimonio finalmente el 29 de marzo de 1836. Tras un largo litigio con Eugene Malibran y la ayuda del marqués de Lafayette, la cantante pudo obtener finalmente el divorcio alegando que su nacionalidad al momento de casarse no era francesa sino española por lo que el matrimonio era no válido. 

### El repentino final

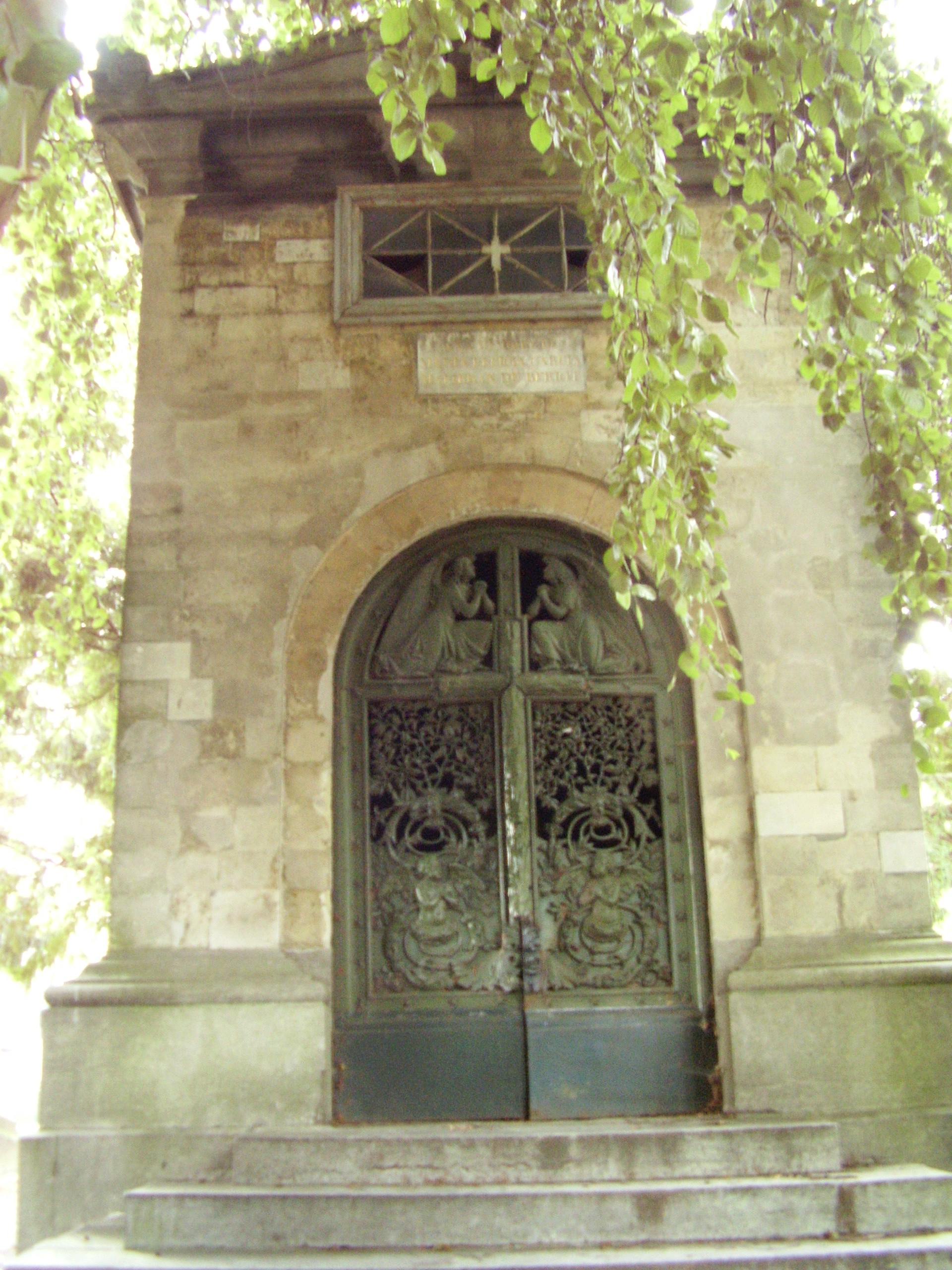
Tumba de María Malibrán en Bruselas.

Después de la boda pasaron unas semanas en Bruselas como parte de su luna de miel. A finales de abril de 1836 partieron nuevamente con rumbo a Londres para una corta temporada en los teatros locales. Fue en esta corta estancia que la cantante participando en una cacería cayó de su caballo, lo que le provocó un sinnúmero de heridas internas. A pesar de la gravedad de las heridas la Malibrán se negó a ver a ningún médico, según muchos, por el miedo a que le amputaran la pierna. A finales de julio partió nuevamente hacia Bruselas. 
Medianamente recuperada de sus heridas accedió a un pedido de la ciudad de Aquisgrán para presentarse como Amina en La Sonnambula, en lo que sería su última actuación en una ópera. Según muchos de sus cercanos la cantante presentía la muerte y su pasión por la música como su manera de actuar en escena se volvió en extremo apasionada. Desde Bélgica la Malibrán viajó a Lille y Poissy en Francia, en donde compuso sus últimos romances.
Arribó a Mánchester a principios de septiembre, siempre con los síntomas que la preocupaban mucho. Su ánimo se había vuelto en extremo voluble como también su sensibilidad hacia el arte. Pasaba horas sentada al piano, tocando y cantando de manera apasionada y sus cambios de humor eran en extremo preocupantes. Se negó a descansar y siguió cumpliendo con sus compromisos. Finalmente durante los ensayos del Andrónico de Saverio Mercadante, la cantante cayó desvanecida después de un dúo que supuso un esfuerzo superior al que su cuerpo podía aguantar. Agonizó durante ocho días durante los cuales se le practicaron todos los tratamientos disponibles en la época, sin embargo la fiebre, el decaimiento y las fuertes migrañas y dolores internos sumados a lo que resultó ser un embarazo terminaron por minar su estado general. Finalmente falleció el 23 de septiembre de 1836 con tan solo veintiocho años. A su funeral en la catedral de Mánchester asistieron más de cincuenta mil personas. Después de algunos años su cuerpo fue trasladado a un mausoleo diseñado por el arquitecto Tilman-François Suys en el cementerio de Laeken de Bruselas.
En su tumba se puede leer un epitafio escrito por Lamartine:

Belleza, genio, amor fueron su nombre de mujer,
Escrito en su mirada, en su corazón, en su voz.
Bajo tres formas al cielo pertenecía esta alma.
Llorad tierra, y tu, cielo, acógela tres veces.

## La voz

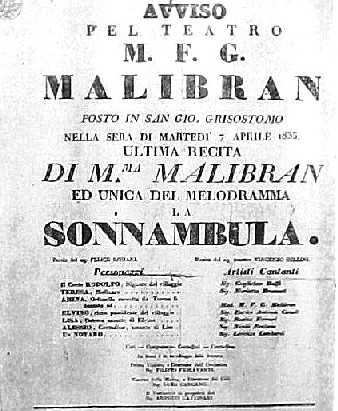
Cartel de La Sonnambula de Vincenzo Bellini.

La Malibrán está asociada a las óperas de Rossini. Cantó en Otello tanto el rol de Desdémona como también al moro, travestida, en Semiramide cantó tanto el rol protagónico como también el de Arsace confiado a la contralto. Ninetta en La urraca ladrona, Rosina en El barbero de Sevilla, Angelina en La Cenerentola y el rol titular de Tancredi. En óperas de Bellini fue la más famosa Norma, Amina en La Sonnambula, Romeo en Capuletos y Montescos y Elvira en Los puritanos de Escocia. Donizetti reescribió el rol de Maria Stuarda para ella y de este mismo compositor fue una consumada intérprete de Adina en El elixir de amor. Cantó además en Il crociatto en Egitto de Meyerbeer y también papeles de Mozart como Doña Elvira y Zerlina en Don Giovanni y Susanna en Las bodas de Fígaro.
Según los papeles que cantó, hay que deducir que manejaba una tesitura de, al menos, tres octavas a partir de Re grave hasta Re sobreagudo. Sus contemporáneos, como Bellini, Rossini, Donizetti, Chopin, Mendelssohn y Liszt, admiraban la intensidad de su presentación en escenario. Sin embargo, el pintor Eugène Delacroix criticaba su falta de tino y de intentar «cantar para la atracción de las masas, quienes no tienen gusto artístico».[cita requerida]
Desde el comienzo, la joven cantante mostró características de contralto, pero la férrea guía de su padre y la técnica la impulsaron a conquistar el registro de soprano.[cita requerida] En sus años de triunfo absoluto, la cantante alternaba roles de contralto como Rosina en El barbero de Sevilla, Tancredi o Romeo en Capuletos y Montescos con otros de soprano pura, como Norma, Semiramide, Amina en La Sonnambula o Adina en L'elisir d'amore.
Su técnica dominaba la coloratura con facilidad: trinos, escalas, arpegios y cambios de registro. Si alguna crítica se le podía hacer era la poca homogeneidad del registro que, al estar sometido a una extensión demasiado amplia, mostraba un crisol de colores en toda la gama, defecto acusado también en su rival Giuditta Pasta.[cita requerida]
La Malibrán, junto con Giuditta Pasta, poseían un tipo de voz llamado de soprano sfogato, es decir, una voz de soprano extensísima pero de un origen de contralto y que, por lo mismo, evidenciaba colores oscuros en algunas zonas del registro. Esta tipología vocal extrañísima tenía la cualidad de poder entregar momentos de intenso dramatismo y a la vez momentos de pirotecnia vocal pura.

## Composiciones para su voz
A pesar de la inmensa popularidad que alcanzó la artista en Europa, su carrera corta (ocho años desde su debut en París a su muerte en Mánchester) le impidió dar vida a composiciones de autores de real jerarquía y que estuvieran a su altura como intérprete. Rossini, que la adoraba ya había dejado de componer cuando la cantante estaba en la cima. Donizetti solamente le legó una nueva versión de una ópera y Bellini que estaba embrujado le prometió una ópera pero la muerte no se lo permitió.
En su corto reinado absoluto algunos compositores de menor popularidad escribieron para su voz. Manuel García, su padre, escribió para ella el rol de Semiramide en su ópera La figlia dell’aria que se estrenó mientras la familia estaba en Norteamérica y que se ajustaba a la perfección a su voz.
En diciembre de 1828 Jacques Halévy le escribió el rol principal para su ópera Clari. La tesitura del rol sorprende por lo extensa pues se pasea entre el Si bemol bajo el do central hasta el La sobre la partitura.
Giovanni Pacini escribió también para ella. En 1833 Irene o l’assedio di Messina una ópera totalmente olvidada pero que en su debut en el San Carlo de Nápoles provocó las más entusiastas críticas. El personaje de Irene se ajustaba a la perfección al talento histriónico de la cantante ofreciéndole una escena de suicidio y una partitura llena de complejidades vocales que incluye trinos enlazados (especialidad de la cantante), agudos sostenidos y bruscos saltos en la tesitura.
El 19 de noviembre de 1834 la Malibrán apareció como Tancredi de Rossini en el San Carlo de Nápoles pero una indisposición no le permitió triunfar como de costumbre. Dos días más tarde la cantante se volvió a presentar en el mismo papel pero esta vez con un final alternativo escrito por Pacini para su lucimiento. La tesitura de la parte que se extiende entre el La bajo el do central hasta el Do escrito sobre el pentagrama le permitieron lucirse de manera espectacular. Las críticas de la época recuerdan su triunfo en una partitura que muchos consideraron incantable.
En 1835 apareció en otra opera napolitana escrita para ella. Se trató esta de vez de Inés de Castro de Giuseppe Persiani. La ópera le presentaba un rol extenso con tres grandes escenas en los tres actos de la ópera. La dificultad técnica del personaje de Inés radica en lo extremo de su tesitura que estaba llena de saltos al agudo y al grave. Además la parte histriónica de la opera le ofrecía a la cantante una escena de muerte por envenenamiento.
El mismo año apareció en una composición de Lauro Rossi llamada Amelia ovvero Otto anni di costanza. La ópera no tuvo el éxito esperado sobre todo por la insistencia de la cantante en incluir una pieza para baile en la que se la juzgó como insuficiente. Una crítica de la época lo ilustra de esta manera : “…Ella, que no sabe bailar como canta, igual que no sabría cantar como baila, hubo de sufrir el consejo del público de que se valga siempre de la voz y no de los pies”.
El ahora olvidado compositor Nicola Vaccai escribió también para ella la opera Giovanna Grey que se estrenó sin éxito en La Scala en 1836 y que marcaría la última aparición de María en el teatro milanés. 
Especialista en Rossini la artista descolló en los grandes títulos que le ofrecía el compositor de Pésaro. Por un capricho de la cantante se le adaptó el rol de Otello en la ópera homónima. Rossini mismo nunca participó del capricho ni le adaptó partitura alguna. Lo cierto que la así llamada versión travesti de la ópera no existe y solo se trató de una adaptación para la ocasión.
Vincenzo Bellini fue quizá el más ferviente admirador de la cantante. La Malibrán sentía gran predilección por las melodías bellinianas y a pesar de la mutua atracción artística el compositor nunca pudo legarle una ópera escrita especialmente para ella, si bien se lo había prometido.
En 1832 la Malibrán incluyó por primera vez el título de La Sonnambula en su repertorio y no se desprendió de él en los años consecutivos, tanta era su predilección por este papel que se convirtió en la última ópera que cantaría en escena en agosto de 1836 en Aquisgrán. 
Existe la creencia que Bellini adaptó la ópera a la voz de la cantante, lo cierto es que el compositor nunca hizo tal cosa. La Malibrán cantaba la ópera en la tonalidad original que tampoco estaba compuesta para una soprano aguda o tradicional pues fue hecha pensando en la voz de Giuditta Pasta (la otra gran soprano sfogato) cuyo repertorio coincidía en gran medida con el de la Malibrán. Lo cierto es que la Malibrán adornaba la línea vocal escrita con varias notas extras ya fuesen agudos o bien graves extremos, su sello personal e inimitable.
La única ópera que el compositor adaptó para la voz de la Malibrán fue I Puritani. Mientras Bellini trabajaba en la composición encargada para el Théâtre Italien se le ocurrió la idea de escribirle una revisión de la ópera a la Malibrán. El San Carlo de Nápoles tomo para sí el proyecto y el compositor trabajó febrilmente en la adaptación. Los hechos de la época sin embargo imposibilitaron el término del proyecto pues se desató un brote de cólera en el sur de Francia que detuvo el tráfico marítimo entre Italia y Francia. La ópera finalmente llegó con retraso a Nápoles y el teatro canceló el contrato a pesar de los ruegos de María.
La adaptación de la partitura incluye varios cambios. El personaje de Riccardo cambia de barítono en la versión parisina a tenor en la versión Malibrán. Se extiende el dúo entre Elvira y Arturo del último acto y se incluye también una pequeña cabaletta final para el lucimiento de la Malibrán. También el aria "Credeasi Misera", originalmente para el tenor Arturo, es dada a Elvira. Los pasajes escritos para Elvira fueron transportados a una tesitura más grave para el lucimiento de la cantante que si bien podía ejecutar roles de soprano fue siempre considerada en la época como contralto.
La versión escrita para la Malibrán nunca fue ejecutada por ella y solo sería escenificada el 10 de abril de 1986 en el Teatro Petruzzelli de Bari.
El compositor le había prometido una ópera escrita especialmente para ella pero la muerte lo alcanzó antes, falleciendo el 23 de septiembre de 1835, un año exacto antes que la Malibrán.
Gaetano Donizetti tampoco escribió algo expresamente para su voz. Solo pudo brindarle una reedición de Maria Stuarda que incluía varios cambios de tonalidad adaptados a una tesitura más central. 
Félix Mendelssohn, otro gran admirador de la Malibrán le escribió una escena y aria acompañada de violín llamada Infelice. Lo peculiar de esta pieza es que si bien fue inspirada por la pareja Malibrán-De Bériot nunca fue interpretada por ellos. Encargada la composición por la Philharmonic Society fue ejecutada finalmente en 1834 y 1836 para caer luego en el olvido más absoluto.

## La figura: "la Malibrán"

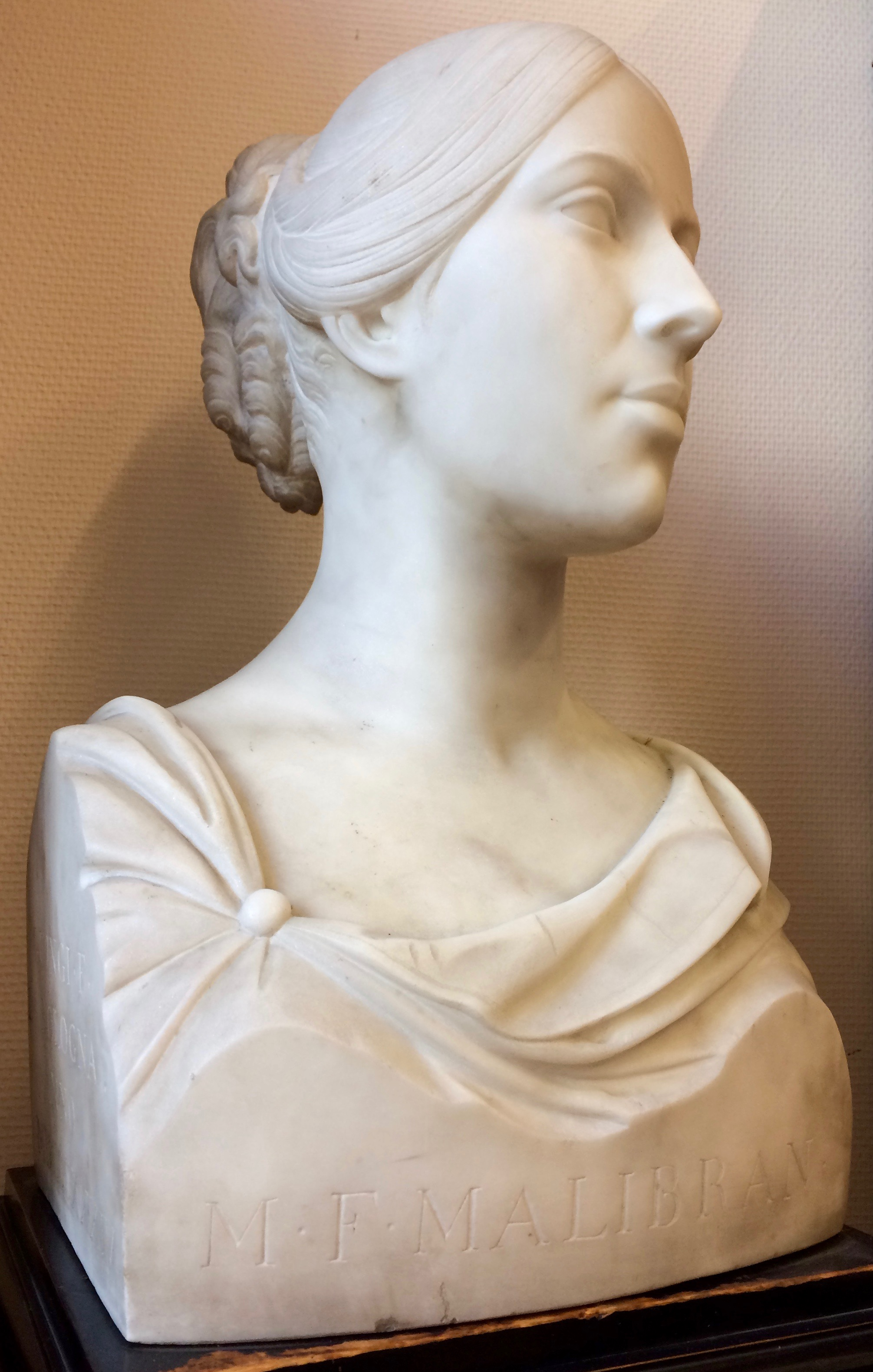
Busto de la Malibrán

La Malibrán se convirtió, como pocas, en leyenda mientras aún vivía. Su voz privilegiada como su belleza única la convirtieron por un lado, en una artista insuperable y por otro, en símbolo de la belleza hispánica: morena, sensual y de carácter vibrante y apasionado. A lo largo de su vida, no solo embrujó a los públicos sino también a los hombres de su tiempo. Bellini cayó rendido a sus pies, tanto que le prometió una ópera escrita especialmente para ella, Donizetti le legó su revisión de Maria Stuarda y Rossini la llenó de elogios ubicándola siempre por encima de sus colegas.
Con su belleza y talento, la Malibrán encarnaba los ideales de la artista romántica que se veían enriquecidos por la tempestuosa y novelesca vida que le tocó vivir, como también por su trágico y prematuro final. Artistas de la talla de Rossini, Donizetti, Bellini, Chopin, Mendelssohn y Liszt se contaban entre sus admiradores.
Su corta presencia en la escena lírica europea dejó un recuerdo imborrable en la historia de la ópera. Sus dos únicas grandes rivales fueron Henriette Sontag, única que podía quitarle algo del favor del público, y por otro lado Rosmunda Pisaroni, la única contralto que se le podía acercar en contundencia y perfección vocal, sin embargo, su rostro deformado por la viruela como su visión defectuosa la limitaron a cierto repertorio de carácter no pudiendo brillar nunca en papeles de heroínas frágiles y trágicas.
En la comparación con Giuditta Pasta nunca se pudo ubicar a una sobre la otra pues sus formas de representar provenían de mundos diversos: La Pasta era la encarnación del clasicismo, con personajes moldeados por los acentos del texto y las inflexiones musicales y la Malibrán era la encarnación misma del romanticismo con personajes alucinados unidos a un virtuosismo y arrojo vocal inaudito.
En 2007, la mezzosoprano italiana Cecilia Bartoli le rinde homenaje con una serie de recitales que recuperan la figura de la Malibrán, incluyendo una muestra itinerante en la que se exponen cartas, partituras, máscaras, bustos, joyas de atrezo y hasta 200 objetos pertenecientes o relacionados con María Malibrán, recolectados durante veinte años por la cantante lírica italiana, y que acompañan ahora a sus conciertos dedicados a la música que interpretaba la prematuramente desaparecida soprano española.

## Composiciones
- Spread Thy Light Wings (canción)
- Il mattino (canción)
- Rataplan (canción)
- La Voix qui dit: je t'aime (canción)
- Le Prisonnier (canción)
- Nel dolce incanto (Aria final para El Elixir de Amor de Donizetti)

## Películas
- 1943: María Malibrán dirigida por Guido Brignone.
- 1944: La Malibrán dirigida por Sacha Guitry.
- 1951: La canción de la Malibrán dirigida por Luis Escobar.
- 1972: La muerte de María Malibrán (Der Tod der Maria Malibran) dirigida por Werner Schroeter.
- 1984: María Malibrán dirigida por Michel Jakar.